# Xã Penn, Michigan
Xã Penn (tiếng Anh: Penn Township) là một xã thuộc quận Cass, tiểu bang Michigan, Hoa Kỳ. Năm 2010, dân số của xã này là 1.774 người.